# Cmentarz Kukijski
Cmentarz Kukijski – zespół cmentarny w dzielnicy Kukia w Tbilisi, we wschodniej części miasta, na stoku wzgórza Machata. Założony w XVIII w. W starej części cmentarza znajduje się kościół pw. św. Nino, patronki Gruzji.

## Historia
Miejsce pochówku Polaków jest nazywane "Polskim wzgórzem". Zachowało się ponad 90 polskich nagrobków z których najstarsze pochodzące z XIX wieku są wykonane są z tufu i granitu, a te z XX wieku głównie z piaskowca i lastrico. Na zachowanych grobach 33 inskrypcje nagrobne wykonane są w języku polskim, ponad połowa w języku rosyjskim, a pozostałe w języku gruzińskim, pomimo tego  pochowane pod nimi osoby są Polakami. Większość zachowanych nagrobków powstała w XX w., w tym jedna trzecia w 2 połowie  wieku. Tylko 18 pomników pochodzi z wieku XIX w. i ma najciekawszą formę spośród wszystkich odnotowanych.

## Lokalizacja
Cmentarz znajduje się niedaleko Kościoła św. Piotra i Pawła w Tbilisi. W  centralnej części Tbilisi, po północno-wschodniej stronie rzeki Mtkwari (Kura), na północ od linii kolejowej. Ma kształt nieregularny. „Polskie Wzgórze” znajduje się w zachodniej części cmentarza.

## Renowacja polskich grobów
W  2010 roku nagrobek ks. Maksymiliana Orłowskiego został poddany konserwacji przez Fundację Terpa. W 2012 zostały odnowione trzy pochodzące z XIX w. nagrobki polskich inżynierów górniczych: Klemensa Ruciewicza, Józefa Arkadiusza Szmideckiego i Bronisława Stebelskiego. Umieszczono na nich czarne, kamienne krzyże wieńczące nieforemne cokoły (przypominające zlepione kamienie). W 2013 roku na polu grobowym dwóch pierwszych nagrobków urządzono lapidarium polskich nagrobków usuniętych ze swoich pierwotnych lokalizacji. Prace prowadzone były w ramach programu realizowanego na terenie Gruzji przez Fundację Ochrony Wspólnego Dziedzictwa Kulturowego TERPA, a finansowanego z funduszy Programu Ministra Kultury i Dziedzictwa Narodowego „Ochrona dziedzictwa kulturowego za granicą”.

## Pochowani na cmentarzu
Na cmentarzu spoczywają osoby różnych narodowości i wyznań, w tym również Polacy, (głównie ci, którzy znaleźli się w Gruzji po upadku powstania listopadowego) i osoby związane z Polską, m.in.:
- Dagny Przybyszewska – żona poety Stanisława Przybyszewskiego[8][9]pochowana w 1901 roku[4]
- Maksymilian Orłowski – pierwszy proboszcz parafii Świętych Apostołów Piotra i Pawła i budowniczy kościoła[6]
- Klemens Ruciewicz (zm. 1911)  - inżynier[10]
- Józef Arkadiusz Szmidecki (zm. 1908) – inżynier[10]
- Bronisław Stebelski (zm. 1914)  - inżynier